# هکتور ویلچس
هکتور ویلچس (اسپانیایی: Héctor Vilches‎; ۱۴ فوریهٔ ۱۹۲۶ – ۲۳ سپتامبر ۱۹۹۸) بازیکن فوتبال اهل اروگوئه بود.
از باشگاه‌هایی که در آن بازی کرده‌است می‌توان به تیم ملی فوتبال اروگوئه اشاره کرد. وی به‌همراه تیم ملی فوتبال اروگوئه قهرمان جام جهانی فوتبال ۱۹۵۰ شده‌است.